# Noblejas
Noblejas – miejscowość w Hiszpanii położona na płaskowyżu Stół Okani (Mesa de Ocaña), w regionie Kastylia-La Mancha w pobliżu rzeki Tag. Gmina Noblejas graniczy z gminą Aranjuez leżącą w prowincji Madryt, Ocaña, Villarrubia de Santiago, terytorium Oreja i Villatobas w regionie Kastylia-La Mancha w prowincji Toledo.

## Historia
- październik (1809) – pułk 7. i pułk 9. Dywizji Polskiej stacjonują w Noblejas.
- 15 listopada (1809) – kawaleria Dywizji Polskiej stacjonuje w Noblejas.

## Zabytki

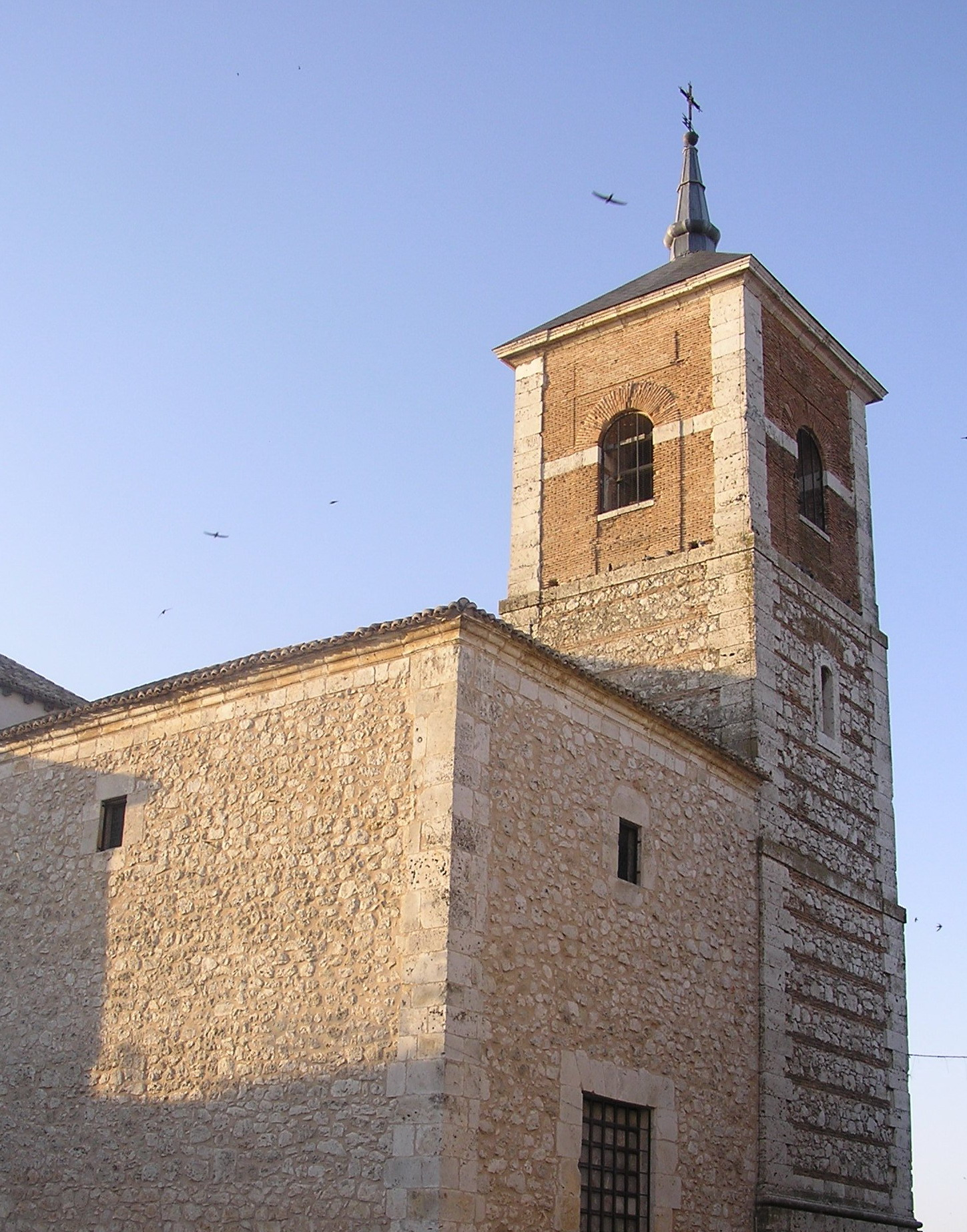
Kościół Świętego Jakuba

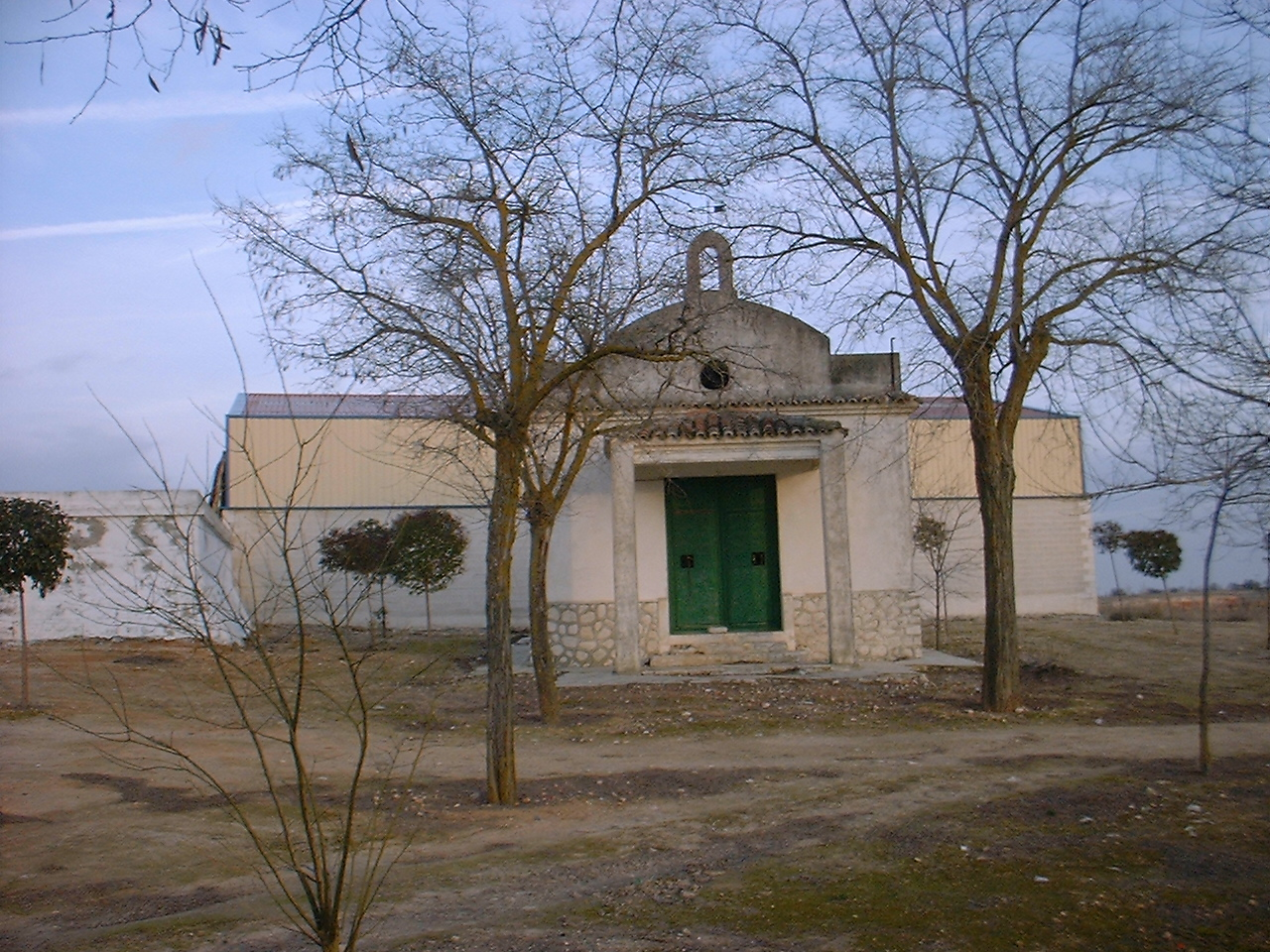
Kaplica Świętego Izydora Oracza

- Kościół Świętego Jakuba
- Kościół Świętej Marii Magdaleny
- Kaplica Świętego Izydora Oracza
- Kaplica Świętego Krzysztofa